# Astha spectabilis
Astha spectabilis är en fjärilsart som beskrevs av Walker 1865. Astha spectabilis ingår i släktet Astha och familjen nattflyn. Inga underarter finns listade i Catalogue of Life.